# Carl August Hagberg

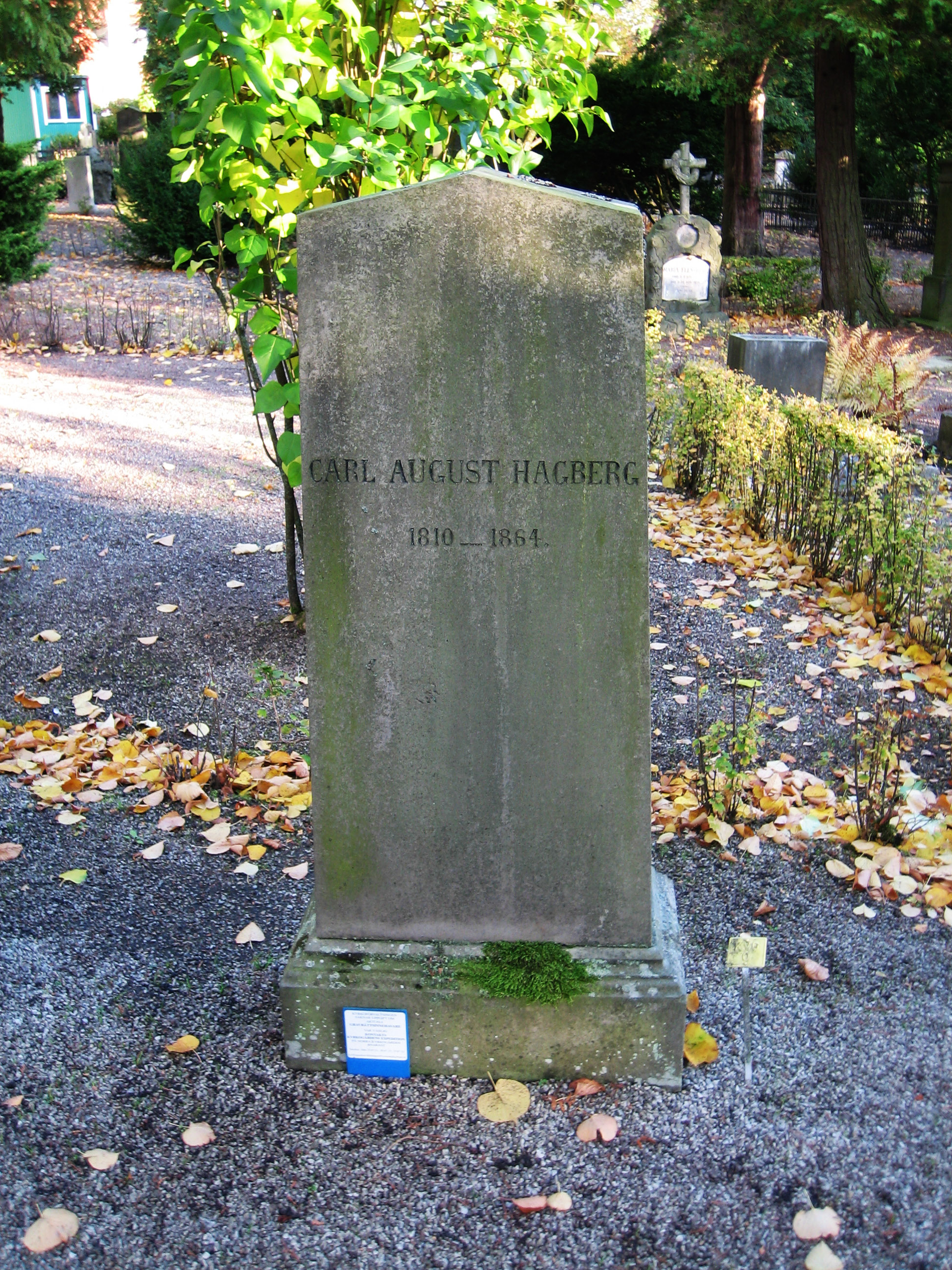
Campa de Carl Hagberg, em Lund.

Carl August Hagberg (7 de Julho, 1810 – 9 de Janeiro, 1864) foi um linguista e tradutor sueco. Foi um membro da “Swedish Academy”, ocupando o sétimo lugar desde 1851 até à sua morte. Ele é filho de Carl Peter Hagberg.
Hagberg ficou famoso por ser a primeira pessoa a produzir uma tradução sueca de “Complete Works of Shakespeare”. Os doze volumes que traduziu foram publicados entre 1847 e 1851. Várias das suas traduções foram contudo baseadas no trabalho de Johan Henrik Thomander que escreveu uma coletânea de “Antony and Cleopatra”, “As You Like It”, “The Merry Wives of Windsor”,” Richard II” e “Twelfth Night”, em 1825.
Hagberg foi estudante e também um professor da língua grega antiga na universidade de Uppsala, em 1833. Após um conselho de seu pai, Hagberg viajou para a Alemanha e para a França em 1835 e 1836. Durante estes dois anos, Carl conheceu escritores notáveis de ambos os países, incluindo: Victor Hugo, Friedrich Wihelm Joseph Schelling e Ludwig Tieck. No regresso à Suécia, Hagberg tornou-se um defensor da literatura Inglesa e Francesa – na altura as universidades suecas eram dominadas por influências alemãs. Em 1837, ele escreveu "Om den nya franska vitterheten", uma tese sobre a literatura contemporânea francesa. 
Hagberg foi um professor de estética e línguas modernas na universidade de Lund, entre 1840 e 1859, e foi professor de línguas nórdicas na mesma universidade. Este foi um dos mais famosos oradores do seu tempo. Em 1853, foi-lhe pedido que fizesse um discurso público na inauguração da estátua de Esaias Tegnér, na catedral de Lund. De 1862 a 1863, Hagberg foi um inspetor da sociedade estudantil Småland Nation, em Lund. Este foi sucedido por Theodor Wisén para o cargo de presidente de línguas escandinavas, na universidade de Lund.